# Big Bang (gruppe)
Big Bang (koreansk: 빅뱅, stiliseret BIGBANG) er en sydkoreansk boyband dannet af YG Entertainment. G-Dragon (GD), rapper T.O.P, forsanger Daesung (D-lite), vokalist Taeyang og yngste vokalist Seungri havde deres officielle debut som en gruppe af fem medlemmer d. 19 August, 2006. Som en gruppe med fokus på hip hop genren, fandt Big Bang deres succes med deres gennembrudshit "Lies", som forblev som nummer ét på koreanske hitlister i en rekordslående periode af syv uger i træk. Gruppen modtog Song of the Year pris ved MNet Korean Music Festival i 2007.[kilde mangler]
Big Bangs følgende udgivelser fremmede deres succes og popularitet, resulterende i hitliste-toppende hits "Last Farewell" og "Haru Haru." Efter at have modtaget Artist of the Year prisen fra Mnet Korean Music Festival i 2008, udvidede gruppen deres bestræbelser til Japan, hvor de vandt tre priser ved den niende MTV Video Music Awards Japan. Under deres promovering i Japan  begyndte medlemmer på solo aktiviteter; Taeyang og G-Dragon udgav solo albummer, G-Dragon og T.O.P dannede en underenhed, Seungri og Daesung optrod i musicals og var værter for underholdningsshows og T.O.P blev en højt rost film stjerne.[kilde mangler]
Efter en toårig pause i Syd Korea, blev Big Bang genforenet i 2011 med deres album Tonight. Promoveringen blev dog afbrudt da flere medlemmer stødte ind i juridiske problemer. Ved enden af året genopstod Big Bang som Best World Wide Act vinder ved MTV Europe Music Awards i 2011. Tre måneder efter deres sejr i Europa udgav Big Bang deres mest succesfulde fysiske album, Alive, det første koreanske album til at liste på Billboard 200, før de påbegyndte deres første turné, som sluttede i starten af 2013. Mærket som "Nationens Boy Band" har medlemmernes involvering, navnlig G-Dragons, i komponeringen og produceringen af deres egen musik optjent gruppen respekt og ros af musik industrien. De har aktuelt rekorden for at være den bedstsælgende artist på Cyworld.[kilde mangler]

## Medlemmer
Nuværende medlemmer
| Kunstnernavn | Fødselsnavn | Fødselsdagsdato |                 |        |                  |
| Romaniseret  | Hangul      | Japansk         | Romaniseret     | Hangul |                  |
| ------------ | ----------- | --------------- | --------------- | ------ | ---------------- |
| T.O.P        | 탑          | T.O.P           | Choi Seung-hyun | 최승현 | November 4, 1987 |
| Taeyang      | 태양        | SOL             | Dong Young-bae  | 동영배 | Maj 18, 1988     |
| G-Dragon     | 지드래곤    | GD              | Kwon Ji-yong    | 권지용 | August 18, 1988  |
| Daesung      | 대성        | D-Lite          | Kang Dae-sung   | 강대성 | April 26, 1989   |

Tidligere medlemmer
| Kunstnernavn | Fødselsnavn | Fødselsdagsdato |                |        |                   |
| Romaniseret  | Hangul      | Japansk         | Romaniseret    | Hangul |                   |
| ------------ | ----------- | --------------- | -------------- | ------ | ----------------- |
| Seungri      | 승리        | V.I.            | Lee Seung-hyun | 이승현 | December 12, 1990 |

## Diskografi
| Studiealbum - Since 2007 (2006) - Remember (2008) Extended plays - Always (2007) - Hot Issue (2007) - Stand Up (2008) - Tonight (2011) - Alive (2012) Specialudgaver - Tonight (2011) - Still Alive (2012) Singler - We Belong Together (2006) - La La La (2006) - BIGBANG (2006) | Studiealbum - Number 1 (2008) - Big Bang (2009) - Big Bang 2 (2011) - Alive (2012) Specialudgaver - Alive - Monster Edition (2012) Extended plays - For the World (2008) - With U (2008) - Special Final in Dome Memorial Collection (2012) Singler - My Heaven (2009) - Gara Gara Go! (2009) - Koe o Kikasete (2009) - Tell Me Goodbye (2010) - Beautiful Hangover (2010) | Taeyang - Hot (2008) - Solar (2010) - RISE (2014) Daesung - D'scover (2013) - D'slove (2014) G-Dragon - Heartbreaker (2009) - GD & TOP (2010) - One of a Kind (2012) - Coup D'etat (2013) T.O.P - GD & TOP (2010) - Doom Dada (Single) (2013) Seungri - VVIP (2011) - Let's Talk About Love (2013) |

## Turnéer
| Koreansk Turné - The Real (2006) - Want You Tour (2007) - The Great (2007) - Global Warning Tour (2008) - Big Show 2009 (2009) - Big Show 2010 (2010) - Big Show 2011 (2011) - Big Show 2012 (2012) - BIGBANG+α in Seoul (2014) Japansk Turné - Stand Up Tour (2008) - Electric Love Tour (2010) - Love and Hope Tour (2011) - Japan Dome Tour (2013–2014)[94] - Big Bang Japan Dome Tour 2014 (2014) | Verdensturné - BIGBANG Alive Galaxy Tour 2012 (2012-2013) Solo koncert - Taeyang: Hot Concert Tour (2008) - G-Dragon: Shine A Light Concert (2009) - Taeyang: Solar Concert Tour (2010) - Daesung: D'scover Tour in Japan (2013) - G-Dragon: One of a Kind World Tour (2013) - Daesung: D'slove Tour in Japan (2014) - Taeyang: Rise Tour in Japan (2014) YG Family koncerter - YG Family 10th Anniversary World Tour (2006) - YG Family in Seoul (2010) - YG Family 15th Anniversary Tour (2011–2012) - YG Family 2014 World Tour: Power (2014) |